# Barchaniella mus
Barchaniella mus is een vlinder uit de familie van de Houtboorders (Cossidae). De soort is voor het eerst wetenschappelijk beschreven als Holcocerus mus door Grigori Jefimovitsj Groemm-Grzjimajlo in een publicatie uit 1902.
De soort komt voor in Zuidoost-Iran.